# Унгурень (Галац)
Унгурень, Унгурені (рум. Ungureni) — село у повіті Галац в Румунії. Входить до складу комуни Мунтень.
Село розташоване на відстані 196 км на північний схід від Бухареста, 69 км на північний захід від Галаца, 138 км на південь від Ясс, 146 км на схід від Брашова.

## Населення
За даними перепису населення 2002 року у селі проживали 1389 осіб, усі — румуни. Усі жителі села рідною мовою назвали румунську.